# Bas Birker
Bas Birker (né le 11 juin 1979 à Goirle) est un humoriste et MC belgo-néerlandais.

## Biographie
Birker étudie à l'école à Tilbourg et devient ensuite propriétaire d'un café. Il commence sa carrière d'humoriste en 2000 en se produisant à la fois en tant que MC et en tant qu'humoriste dans divers pubs et clubs d'humour aux Pays-Bas et en Belgique. Il s'installe en Flandre en 2010. Pendant des années, il se produit avec d'autres humoristes. Birker se produit dans de petites salles, des pubs et des clubs, mais aussi dans des festivals tels que Pukkelpop (2007 et 2022), Lowlands 2018 et Comedy Casino Festival.
En 2012, Birker crée sa propre « Comedy Academy » en Flandre, où il propose des ateliers et des classes de maître aux humoristes en herbe. Il travaille également pour des stations de radio flamandes. Sur Radio 2, il est l'un des invités réguliers de l'émission De Weekwatchers. Sur Radio 1, il est l'un des auteurs/lecteurs du Middagjournaal (chronique radio) dans l'émission Nieuwe Feiten.
En 2013, il présente son premier spectacle Op weg. Avec son spectacle suivant Sowieso, réalisé par Wim Helsen, Birker se produit deux fois en 2016 devant 200 personnes au Palais des sports d'Anvers, puis part en tournée avec le spectacle Je moeder! dès janvier 2018.
Pour son quarantième anniversaire, Bas Birker lance un spectacle intitulé 404040, dont la première a lieu le 11 juin 2019 au Théâtre Bourla après 40 essais. Cette première représentation était également la dernière. Le spectacle est mis en ligne dans son intégralité. 
En 2020, Birker réalise le spectacle Belg avec lequel il se produit aux Pays-Bas et relate ses expériences en Belgique. À partir d'octobre 2022, il part en tournée en Belgique et aux Pays-Bas avec le spectacle In Blijde Verachting. Depuis 2022, Birker est régulièrement invité en tant que « sauteur de table » dans le talk-show quotidien De tafel van Gert sur Play4. En 2023, Birker publie un livre pour enfants chez l'éditeur Lannoo : Daantje Dodo wil een hond (maar papa niet). 

## Spectacles
- Op Weg (2013)
- Sowieso (2016)
- Je moeder! (2018)
- 404040 (2019)
- Belg (2020)
- In Blijde Verachting (2022)